# Левенгоф, Тимофей Антонович
Тимофей Антонович Левенгоф (1780—1849) — генерал-майор, участник Отечественной войны 1812 года и русско-турецкой войны 1828—1829 годов.
Родился в 1779 году, происходил из шведских дворян. В военную службу был записан в 1791 году подпрапорщиком в Пермский пехотный полк и в 1798 году, явившись в строй, получил чин портупей-прапорщика.
В 1799 году он состоял в корпусе Суворова и сражался в Швейцарии и Италии, отличился при переправе через Рейн и в сражении на реке Аре, в 1800 году за отличие произведён в поручики.
В кампании 1805 года Левенгоф находился в Австрии, но ещё до Аустерлицкого сражения, находясь в авангардном отряде между Брюном и Славково был взят в плен, из которого был отпущен только 4 февраля 1808 года. По возвращении в Россию был произведён в штабс-капитаны и назначен в Черниговский пехотный полк, в 1811 году произведён в майоры.
Во время отражения нашествия Наполеона в 1812 году Левенгоф сражался при Витебске, Смоленске, Заболотне. За отличие в Бородинском бою был награждён орденом св. Владимира 4-й степени с бантом. Затем он находился в делах при Тарутине, Малоярославце и под Красным, причём за последнее сражение был удостоен ордена св. Анны 2-й степени. Преследуя остатки Наполеоновской армии до Калиша, Левенгоф под стенами этого города был ранен, но строя не оставил.
В Заграничной кампании 1813 года он за отличие в Лютценском сражении получил чин подполковника, в Бауценском бою был контужен ядром в спину и в Петерсфильде был захвачен раненым в плен, из которого был освобождён уже после падения Наполеона.
Продолжая службу по армейской пехоте Левенгоф в 1817 году был произведён в полковники, 29 декабря 1818 года переведён в Ладожский пехотный полк на должность полкового командира и 12 декабря 1824 года за беспорочную выслугу 25 лет в офицерских чинах был награждён орденом св. Георгия 4-й степени.
Произведённый 22 августа 1826 года в генерал-майоры Левенгоф тогда же был назначен командиром 1-й бригады 8-й пехотной дивизии. Во главе этой бригады он в 1828 году принял участие в кампании против турок на Дунае и в Болгарии и находился в сражении под Янгибазаром, при блокаде Шумлы и осадных работах под Силистрией.
В 1830 году Левенгоф был переведён на ту же должность во 2-ю бригаду 14-й пехотной дивизии, затем находился на Кавказе, где состоял для особых поручений при Отдельном Кавказском корпусе и принимал участие в походах против горцев. Вышел в отставку в декабре 1834 года.
Левенгоф скончался 29 марта 1849 года в своём имении в Осташковском уезде Тверской губернии.
Его сыновья Константин и Порфирий также были генерал-майорами русской императорской армии.